# تصويب تكتيكي
 تصويب تكتيكي (بالإنجليزية: Tactical shooter)‏

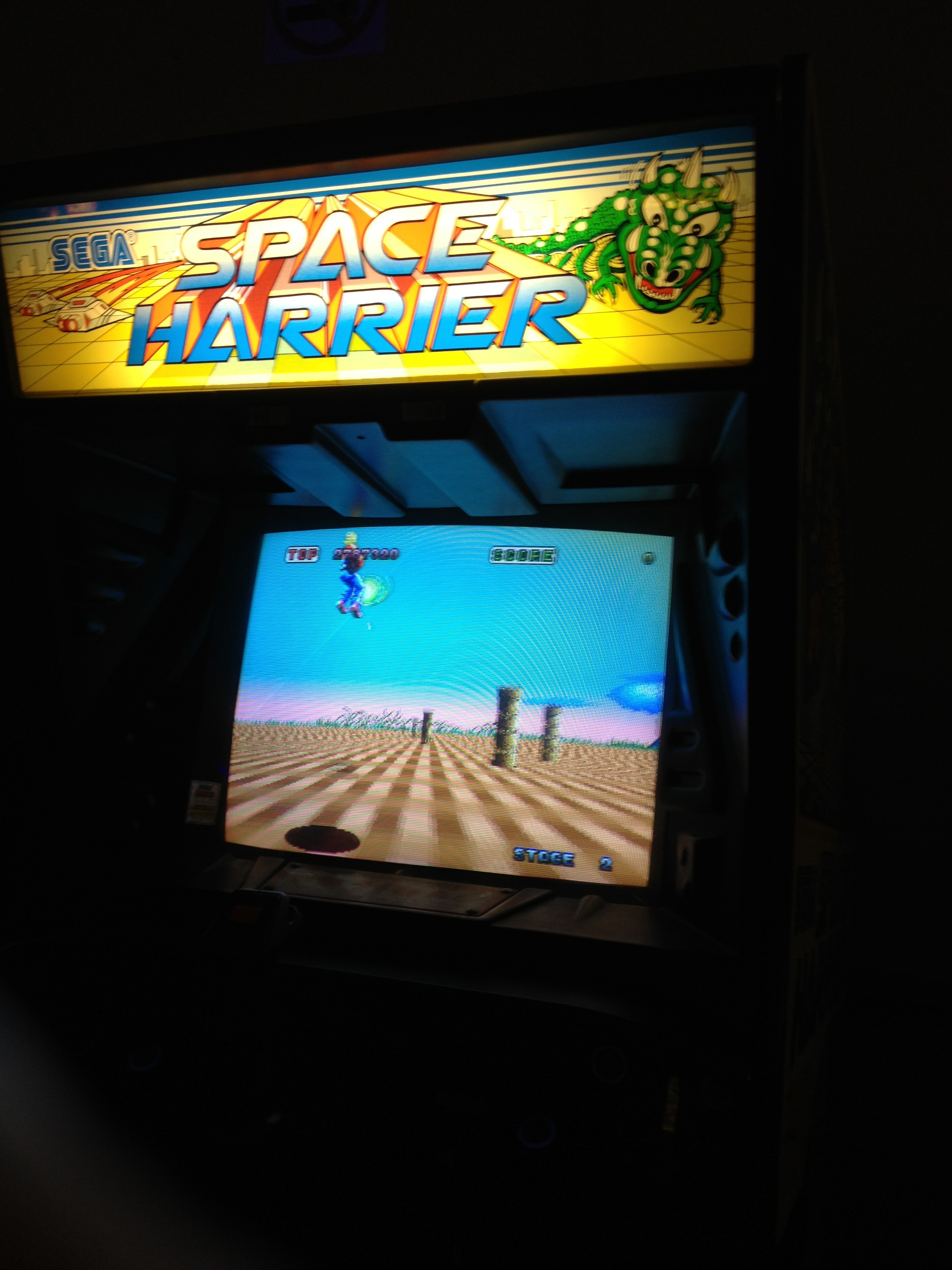

ألعاب التصويب التكتيكي هي مشابهة لألعاب تصويب منظور الشخص الأول من حيث طريقة اللعب. ولكن الاختلاف هو أن الهدف في ألعاب التصويب التكتيكي ليس القضاء على جميع الأعداء بل التخطيط والعمل مع فريق آخر للقيام بعملية معينة. لعل من أشهر ألعاب هذا النوع توم كلانسيز جوست ركون (Tom Clancy's Ghost Recon).